# Fritillaria camschatcensis
Fritillaria camschatcensis, або Fritillaria camtschatcensis — багаторічна рослина, що належить до роду рябчик родини лілійних. Цибулинна трава заввишки до 70 см з ланцетними листками, дзвоникуватими чорно-пурпуровими квітами і плодами-коробочками. Поширена в північних районах тихоокеанського узбережжя Азії та Північної Америки. Зростає на приморських луках, у заплавних та гірських лісах, інколи на болотах і в тундрах. Харчова, лікарська та декоративна культура. Регіонально рідкісний вид, занесений до Червоної книги Приморського краю Росії.

## Назва

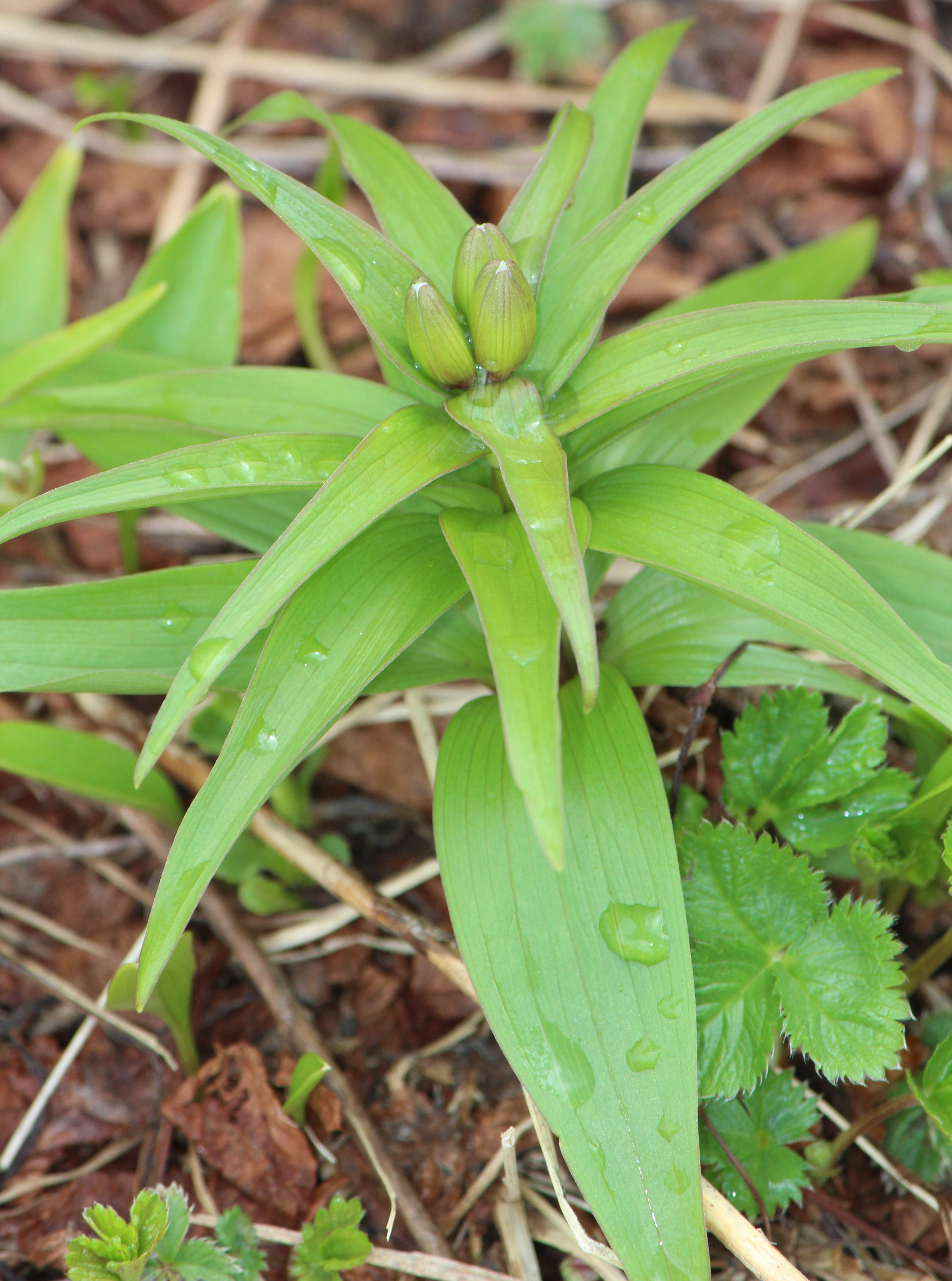
Fritillaria camschatcensis var. keisukei у період бутонізації.

Родова назва Fritillaria походить від лат. fritillus — «шахова дошка», вона обумовлена специфічним забарвленням квіток одного з найвідоміших представників роду — рябчика шахового. За іншою версією, це слово позначало кубок для гральних кісточок. Такий варіант назви пояснюється формою квіток усіх рябчиків, що нагадує невеликі склянки (в минулому в таких струшували гральні кісточки перед початком гри).
Видовий епітет camschatcensis походить від назви півострова Камчатка — місця, звідки вперше було описано цей вид. Йому відповідають англійські наукові назви Kamchatka fritillary — «камчатський рябчик», Kamchatka lily — «камчатська лілія». Слід зауважити, що слово «лілія» вказує на зовнішню схожість цього рябчика із дрібними дикими ліліями. До цієї групи назв також слід віднести рос. сарана, сарана-кругляшка, в якій слово «сарана» є народним синонімом слова «лілія», а уточнення «кругляшка» з'явилось завдяки круглій формі цибулин Fritillaria camschatcensis.
Окремо варто розглянути англійські народні назви, що складаються з трьох груп. До першої належать терміни black lily — «чорна лілія», chocolate lily — «шоколадна лілія», що вказують на незвичний темно-коричневий, майже чорний, колір квіток цієї рослини. До другої групи відносять назви indian rice — «індіанський рис», rice root — «рисовий корінь». Їхнє походження пов'язують із традицією індіанських племен вживати в їжу цибулини Fritillaria camschatcensis, зовні схожі на купку рисових зернят. До третьої групи відносять такі назви як dirty diaper — «брудний підгузок», outhouse lily — «нужникова лілія», skunk lily — «скунсова лілія». Їхню етимологію пов'язують із неприємним запахом, властивим квітам цього виду.
Від японської назви рослини kuroyuri походить назва однієї зі специфічних хімічних речовин, притаманних цьому виду — куроюрінідину.

## Опис

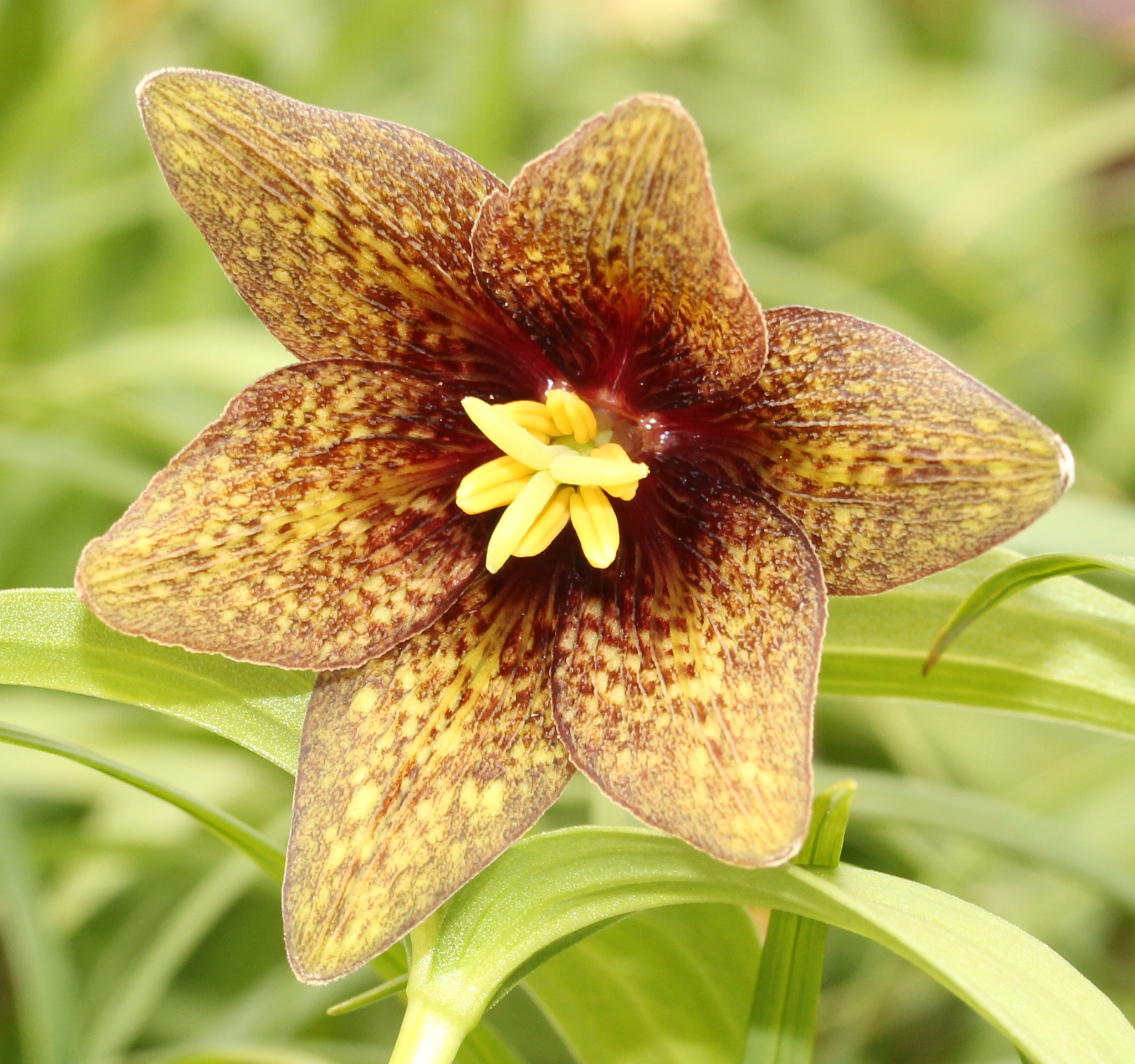
Світліший варіант забарвлення у рослини з теренів Японії.

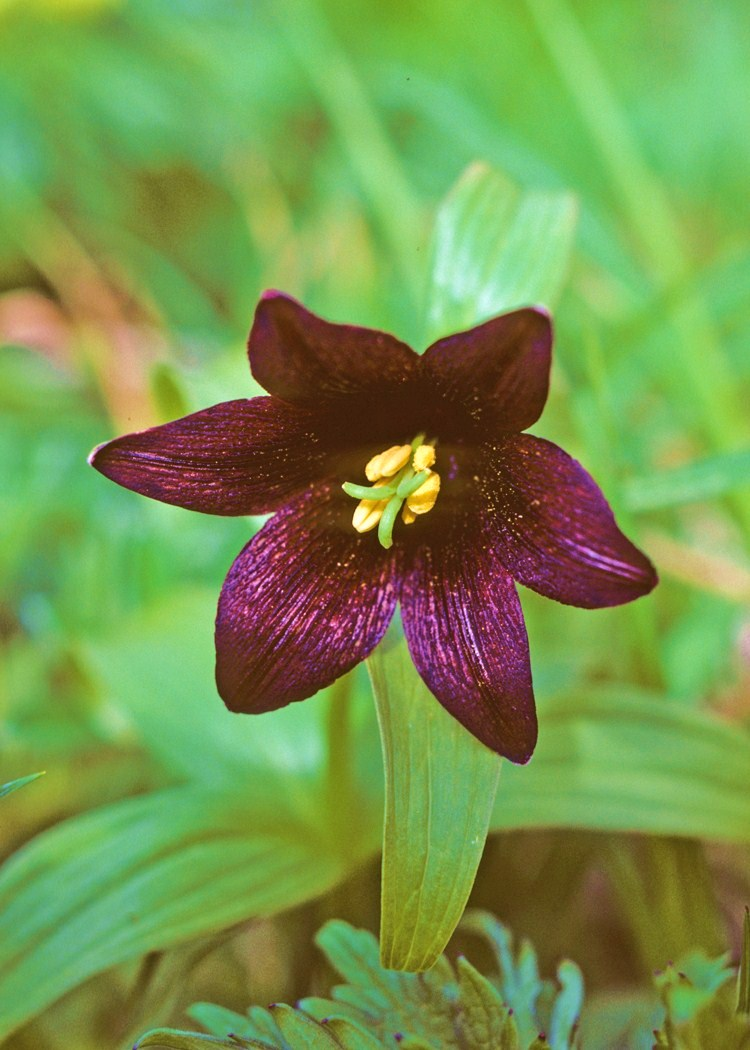
Квітка темнішого кольору.

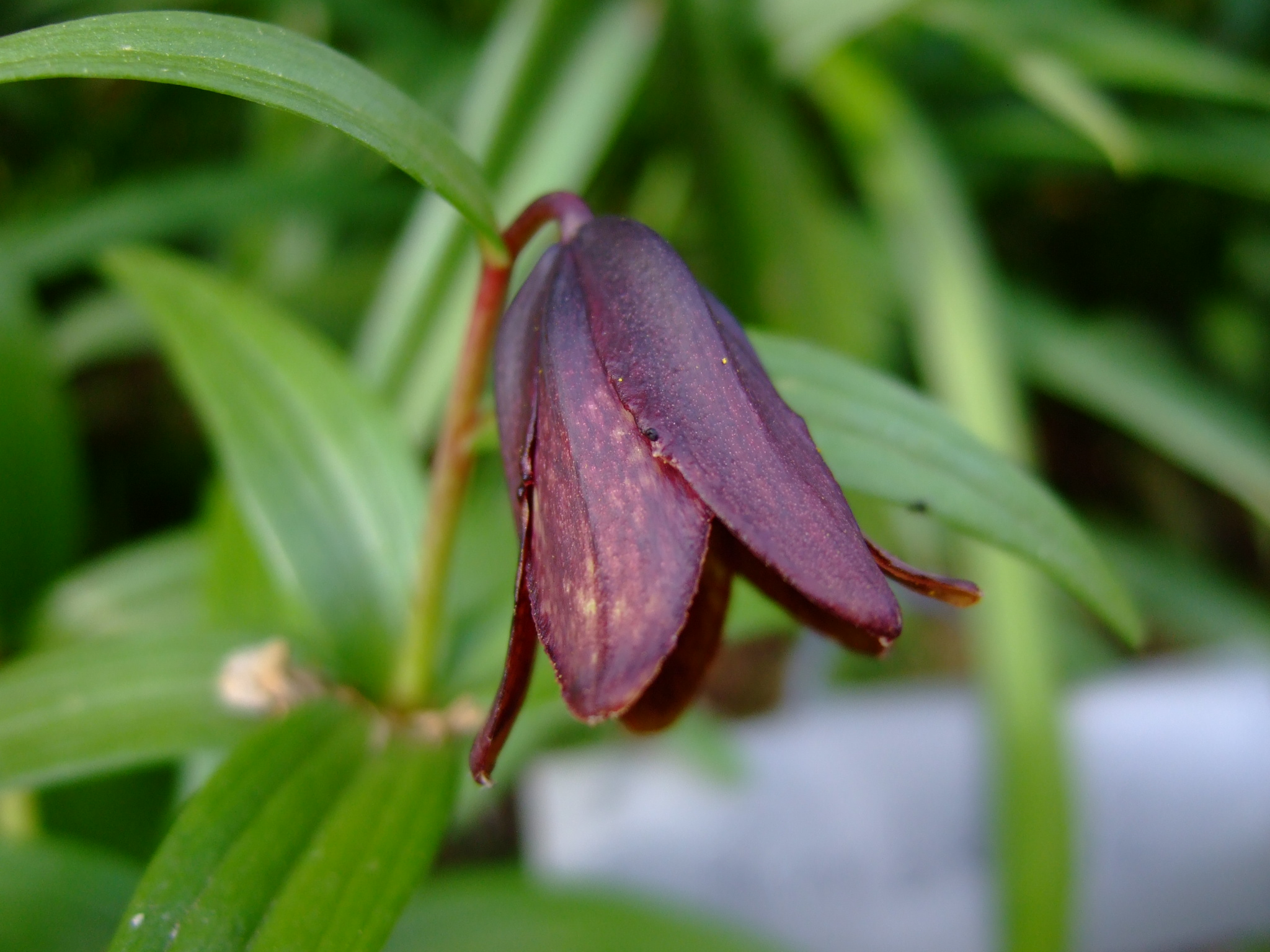
Вигляд квітки зовні.

Багаторічна трав'яниста рослина 20—70 см заввишки, геофіт, полікарпик. Цибулина завширшки 0,8—3 (5) см, притиснуто-кругла, біла, складена з численних (6—15 великих і 30—160 малих), нещільно притиснутих, тригранних, трохи вигнутих і сильно здутих лусок, що формою нагадують зуби чи зернятка рису. Цибулини дорослих особин у другій половині року несуть столони, які виходять із пазух лусок. Цибулина являє собою підземний пагін з сильно вкороченими міжвузлями, а її луски — це видозмінені листки. Таким чином, за своєю будовою Fritillaria camschatcensis слід відносити до напіврозеткових рослин, які галузяться симподіально.
Стебло завширшки біля 0,8 см, поодиноке, просте, прямостояче, голе, гладеньке, часто має антоціанове забарвлення. Нижні листки зібрані по 3—11 штук в 1—3 колотівки, причому листки нижніх колотівок помітно більші за листки верхніх. Ці листки завдовжки 2,5—10 см, завширшки 0,6—4 см, трохи стеблеосяжні, ланцетні, овально-ланцетні чи яйцеподібно-ланцетні, з клиноподібною основою, звужені до верхівки, тупуваті, гладкокраї. Верхні приквіткові листки поодинокі, супротивні, загострені. Верхній бік листків темно-зелений із численними темними жилками (жилкування паралельне), інколи з вузькою темно-пурпуровою облямівкою по краю або широкими поздовжніми смугами такого ж кольору, розташованими по всій поверхні. Нижній бік листків сизуватий. Наприкінці цвітіння листя жовкне.
Квітки зібрані на верхівках пагонів по 2—3 штуки в компактну китицю, рідше поодинокі. Квітконіжка коротша за оцвітину. Квітки актиноморфні, шестичленні, двостатеві, похилені, вузькодзвоникуваті або дзвоникувато-лійчасті, із неприємним запахом. Листочки оцвітини розташовані в двох колах і різняться за розмірами: зовнішні завдовжки 1,8—3,2 см, завширшки 0,5—1 см, внутрішні за такої самої довжини мають ширину 0,7—1,1 см. Пелюстки ланцетні, овально-ланцетні, видовжено-овальні чи овально-оберненояйцеподібні, доволі м'ясисті, із злегка відігнутими кінчиками, за іншими відомостями, — без відгину, зсередини глибокоборозенчасті. Борозенки пелюсток по краях бахромчасто-бородавчасті. Забарвлення пелюсток міниться від темно-зеленкувато-бурого до коричнево-пурпурового, часто майже чорного, причому всередині воно яскравіше, ніж зовні. На пелюстках часто помітні жовті плями і риски, що утворюють невиразний шаховий малюнок. У японської форми Fritillaria camschatcensis f. flavescens квіти лимонно-жовтого кольору, а різновид Fritillaria camschatcensis flora plena замість шести пелюсток має 12—15. Нектарники при основі пелюсток, поверхневі, лінійні, такої ж довжини і кольору як пелюстки, при основі зовні мають виріст, а на верхівці ковпачок. Тичинок шість. Пиляки завдовжки 2,5—4 см, довгасті, жовті. Маточка розділена на ⅔ своєї довжини на три приймочки, причому її стовпчик сягає лише 1—2 мм завдовжки. Приймочки мають довжину 0,4—0,6 мм, вони товсті, відігнуті, зеленкуваті.
Плід — суха багатонасінна коробочка завдовжки 2—3 см, завширшки 1,2—2 см. Вона овальна чи довгасто-овальна, з тупими ребрами, напочатку достигання зелена, у фазі повної стиглості блідо-коричнева. Насіння з одного кінця загострене, з іншого заокруглене, пласке, жовтувате чи блідо-коричневе.
Число хромосом 2n = 24, 36.

### Хімічний склад
Детальних фітохімічних досліджень цієї рослини не проводили. Відомо, що цибулини містять алкалоїди вералкамін, камчатканідин, куроюрінідин, соланідин, солантрен, фенольні сполуки, зокрема, регалозид A і сапоніни. Крім того, в цибулинах запасаючими речовинами виступають цукор і крохмаль, вміст якого може сягати 23 %. Надземна частина рослини багата на алкалоїди соланідин, соласодин, томатіденол, хапепунін, антракорінин. В квітах знайдений ксилораміозид ціанідину, жирні олії та ряд антоціанів: кераціанін, хризантемін, фрітілларіціанін.

## Біологія
Насіння цього виду проростає протягом року після достигання, як правило, наступної весни. Fritillaria camschatcensis властиве надземне проростання: у сіянця спочатку формується лінійно-ланцетна сім'ядоля та 1—2 запасаючих листки. Наприкінці першого року вегетації сім'ядоля відмирає, а наступного року в рослини розвивається один справжній асимілюючий листок та пара запасаючих. На 3—4-й рік життя кількість листків поступово збільшується, але нижня частина пагона заглиблюється в землю, поступово перетворюючись на цибулину. Повноцінне стебло з'являється на 5—7 рік розвитку, а перше цвітіння відбувається у 6—8 років. Формування культурних рослин відбувається швидше: вони можуть зацвісти вже на 3—5-й рік життя.
Життєвий цикл Fritillaria camschatcensis нерозривно пов'язаний із щорічною зміною цибулини. Під час цвітіння у пазусі верхньої цибулинної луски закладається брунька відновлення із зачатками нових лусочок. Наприкінці цвітіння перші 6—10 зачатків лусочок подовжуються, перетворюючись на столон, а сама брунька опиняється на його верхівці. У пору відмирання листя в бруньці вже сформовані зачатки усіх майбутніх вегетативних органів: лусок, стебла, листків. Утворення зачатків квіток майбутнього року відбувається у вересні — жовтні. Таким чином, перед періодом зимового спокою рослина має дві цибулини, з'єднані столоном. Навесні наступного року із початком вегетації, який припадає на кінець квітня — початок травня, стара цибулина і столон відмирають, одночасно втягуючи молоду цибулину в землю. Маленькі луски при її основі легко відокремлюються і розносяться тваринами, течіями тощо. Укорінюються такі луски дуже легко, даючи початок новим особинам. В такий спосіб відбувається вегетативне розмноження цього виду, причому як в природі, так і в культурі воно слугує основним засобом відтворення популяції.
Квітне Fritillaria camschatcensis з кінця травня до початку липня, однак масове цвітіння спостерігали лише в червні. Квіти запилюються мухами, яких приваблює їхній неприємний запах. Цвітіння відбувається не кожного року, а плодоношення — ще рідше, оскільки насіння зав'язується не завжди. До того ж, воно швидко втрачає схожість, тому насіннєве розмноження грає другорядну роль у поновленні цього виду.
Біологія цієї рослини включає таку цікаву особливість — листя Fritillaria camschatcensis починає жовкнути вже наприкінці цвітіння, а після достигання плодів, яке припадає на початок серпня, надземна частина повністю відмирає. Таке передчасне старіння дозволяє віднести цей вид до ефемероїдів — рослин із вкороченим вегетаційним періодом.
| |  |  |  |
| Стадії плодоношення: 1) плід, який нещодавно зав'язався, видно залишки оцвітини і приймочок; 2) недостиглий плід, на стеблі ще присутні пожовклі листки; 3) стиглі нерозкриті плоди, листя повністю облетіло; 4) розкритий плід із напівспустошеними гніздами. |  |  |  |

## Поширення
Fritillaria camschatcensis — єдиний представник рябчиків, чий ареал охоплює одночасно Старий та Новий світ, а саме, помірні зони Азії та Північної Америки, відповідно. Азійська частина ареалу включає узбережжя Охотського, Японського морів і Татарської протоки, що їх з'єднує. При цьому північна межа розповсюдження проходить через Камчатський півострів, західна — через Приморський край Росії, південна — через північні острови Японського архіпелагу, такі як Хоккайдо і Хонсю. Таким чином, у центрі цього трикутника опиняються Курильські острови й острів Сахалін. Усі осередки зростання приурочені до широкої берегової смуги морів, вглиб континенту цей вид проникає лише уздовж долини річки Уда.
Північноамериканська частина ареалу має такий само приморський характер. Тут Fritillaria camschatcensis розповсюджена від Аляски і Британської Колумбії на півночі, до штатів Вашингтон і Орегон на півдні. При цьому найсхідніші популяції знайдені на півночі Айдахо. Слід зазначити, що цей вид зростає також і на віддалених від материків ділянках суходолу, наприклад, на Командорських й Алеутських островах.

## Екологія

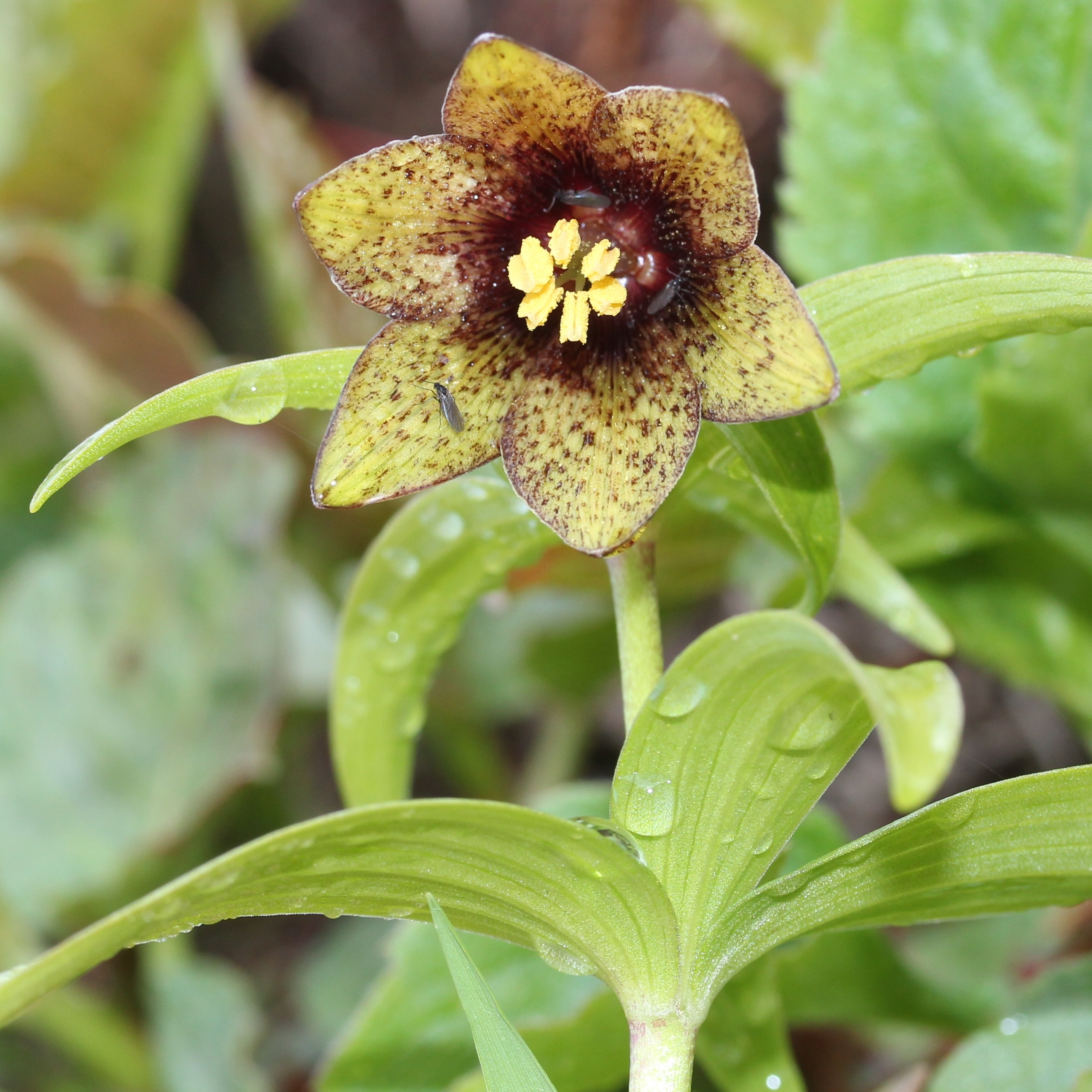
Цю квітку відвідали одразу три мухи-запилювача.

Рослина морозостійка, помірно тіньовитривала: може рости у легкому затінку, але віддає перевагу освітленим ділянкам. Вимоги Fritillaria camschatcensis щодо зволоження середні (мезофіт) — з одного боку, рослина потребує доволі вологих ґрунтів, з іншого, не терпить застою води, краще розвивається за наявності ґрунтового дренажу. У природі цей вид часто зростає на вологих торф'янистих ділянках, нерідко оселяється на грубозернистих ґрунтах льодовикового походження. У культурі краще розвивається на дренованих, вологих і багатих ґрунтах, але також може рости на суглинистих, піщаних та періодично затоплюваних солоною водою. Висотний діапазон розповсюдження включає ділянки від 0 до 1000 м над рівнем моря.
Типовими оселищами виду є приморські луки, схили і тераси приморських скель, узлісся та галявини заплавних чи гірських лісів. Менш характерні такі біотопи як луговинні тундри, лісотундри, приморські вали, болота, порослі чорною водянкою. Серед усіх типів лісів Fritillaria camschatcensis найчастіше можна знайти у заростях сірої вільхи або розріджених деревостанах із кам'яної берези, часто серед своєрідного високотрав'я, притаманного далекосхідній флорі, рідше — у хвойних лісах. Зростає ця рослина поодинокими особинами або нечисельними групами.
В культурі цибулини цього виду вражають паразитичні гриби, що призводять до гниття і цвілі. Також ними живляться деякі види тварин, наприклад, сибірські шапарки збирають їх у підземні сховища в доволі великій кількості.

## Використання
Здавна Fritillaria camschatcensis була відома тубільцям Камчатки і Північної Америки як лікарська і харчова рослина, причому способи її використання у різних народів однакові. Основною сировиною виступали поживні цибулини, за смаком схожі на каштани. Їх заготовляли або навесні, або наприкінці літа після цвітіння, однак осінній врожай вважали кращим за смаковими якостями. Цибулини викопували руками чи примітивними знаряддями: лопатками, палицями-копачками. Інколи з цією метою розкопували підземні сховища сибірських шапарок. Видобуті цибулини вживали у їжу сирими, запікали у золі або варили і розтирали в пюре, яке слугувало гарніром до рибних і м'ясних страв. Часто їх додавали в супи. Готуючи цибулини з розтертими ягодами чорної водянки, отримували страву, схожу на пудинг. Для того, щоб заготовити сировину на зиму, цибулини спочатку висушували, потім розтирали в борошно, яке використовували для загущення перших страв і випічки хліба. Камчадали спрощували заготівлю до нанизування цибулинок на нитки: в такому вигляді їх і сушили, і зберігали. Оскільки цибулини мали гіркуватий присмак, інколи перед приготуванням їх попередньо вимочували у воді для видалення гіркоти. Вважалося, що найсмачнішу сировину постачають рослини з морських берегів, які зазнали впливу солоної води. Значно рідше вживали недостиглі зелені плоди Fritillaria camschatcensis, які також мають гіркуватий смак.
Цибулини Fritillaria camschatcensis були об'єктом торгівлі у тубільців, одного часу їх навіть вивозили з Камчатки до Америки під назвою «північно-західний рис». Разом із занепадом автохтонної культури індіанців харчове застосування цього виду вийшло з ужитку і в сучасній кулінарії він практично не відомий. Натомість традиційна китайська і тибетська медицина зберегли досвід лікування цибулинами Fritillaria camschatcensis, запозиченого в камчадалів й алеутів. Для лікувальних цілей цибулини викопують лише навесні. Разом зі спорідненими Fritillaria ussuriensis та Fritillaria maximowiczii цибулини цього виду відомі під китайською назвою «пін-бей-му». Ці ліки призначають при застуді, туберкульозі, кашлюку, недокрів'ї як жарознижувальний, протикашльовий, заспокійливий, кровоспинний засіб. Вони сприяють утворенню молока у жінок, що годують грудьми. Китайські лікарі часто радять вживати їх разом із препаратами, виготовленими з оленячих пантів: вважається, що пін-бей-му підсилює дію останніх, хоча подібна сенолітична дія науковцями не досліджувалася. Зовнішньо свіжі цибулини цієї рослини застосовують при абцесах, фурункульозі й дерматитах, прикладаючи в розтертому вигляді на уражені місця. Подібно до інших видів рябчиків, алкалоїди Fritillaria camschatcensis мають помірну токсичну дію, а саме, пригнічують нервову систему. Тому лікування такою сировиною протипоказане вагітним і особам із серцевими хворобами. Одним з перших симптомів передозування є уповільнення пульсу, що вимагає негайного звернення до лікаря.
У культуру Fritillaria camschatcensis першими ввели європейці в 1757 році. Втім, вони не використовували цю рослину як лікарську і харчову, а прикрашали нею садки, парки, сквери. У приватних садибах Fritillaria camschatcensis рекомендують висаджувати у квітниках, що імітують дикі зарості, на кам'яних гірках. Американські садівники практикують контейнерну культуру. Вирощування цього виду на помірно зволожених й освітлених ділянках із дренажем не потребує зусиль, але на зиму насадження бажано мульчувати шаром опалого листя чи торфу. Наразі відомо 3 сорти цієї рослини.

## Статус виду
Незважаючи на осяжний ареал, стан виду загалом незадовільний. У Північній Америці його популяція скоротилась на 90 %, у штаті Вашингтон він визнаний вразливим. У Приморському краю Росії, через який пролягає межа розповсюдження, Fritillaria camschatcensis також визнана вразливою і занесена до місцевої Червоної книги. Головними чинниками скорочення чисельності є збирання рослин на букети, заготівля цибулин, зміни біоценозів внаслідок господарської діяльності. Доказом панівного впливу саме антропогенних чинників слугує вища щільність популяцій на важкодоступних і малонаселених Командорських й Алеутських островах в порівнянні з популяціями материкової частини ареалу. Охорона виду здійснюється в Далекосхідному морському заповіднику, перспективне його вирощування в культурі з подальшою реінтродукцією в природу. В Японії на честь цієї рослини випущено кілька поштових марок.

## Таксономія
Fritillaria camschatcensis належить до давніх представників свого роду, тому у неї проявляються проміжні ознаки, що наближають цей вид до лілій. Це стало підставою для виокремлення цього таксона і кількох споріднених в підрід Liliorhyza, чию назву можна довільно перекласти як «лілеєкорінь» або «лілієкореневі». За відомостями сайту The Plant List для цього виду зареєстровані такі синоніми:
- Amblirion camschatcense (L.) Sweet
- Fritillaria camschatcensis subsp. camschatcensis
- Fritillaria camschatcensis f. flavescens (Makino) T.Shimizu
- Fritillaria camschatcensis var. flavescens Makino
- Fritillaria saranna Stejneger
- Lilium camschatcense L.
- Lilium nigrum Siebold
- Lilium quadrifoliatum E.Mey. ex C.Presl
- Sarana edulis Fisch. ex Baker[19]